# سهیتوا، بوتسوانا
سهیتوا (به انگلیسی: Sehithwa) شهری در ناحیهٔ شمال غربی کشور بوتسوانا است که در سال ۲۰۰۰ میلادی ۵٬۲۹۰ نفر جمعیت داشته که از این تعداد، ۲٬۷۴۴ نفر مرد و ۲٬۵۴۶ نفر زن بوده‌اند.